# Andrena corax
Andrena corax är en biart som beskrevs av Warncke 1967. Andrena corax ingår i släktet sandbin, och familjen grävbin. Inga underarter finns listade i Catalogue of Life.